# The Blessed Hellride
The Blessed Hellride utkom 2003 och är det fjärde studioalbumet av heavy metal-bandet Black Label Society.

## Låtlista
1. "Stoned and Drunk" - 5:02
2. "Doomsday Jesus" - 3:30
3. "Stillborn" - 3:15
4. "Suffering Overdue" - 4:29
5. "The Blessed Hellride" - 4:32
6. "Funeral Bell" - 4:41
7. "Final Solution" - 4:04
8. "Destruction Overdrive" - 3:01
9. "Blackened Waters" - 3:56
10. "We Live No More" - 4:02
11. "Dead Meadow" - 4:30

## Medverkande
- Zakk Wylde - sång, gitarr, bas, piano
- Craig Nunenmacher - trummor
- Ozzy Osbourne - bakgrundssång (spår 3)